# Bent Hansen (redaktør)
 Der er flere personer med dette navn, se Bent Hansen.
Bent Axel Valdemar Hansen (født 7. november 1931 i København, død 10. januar 2000 i Brønshøj) var en dansk redaktør, politiker (Socialdemokraterne) og minister.
Bent Hansen var chefredaktør på Aktuelt fra 1965 til 1981 og presse-og informationschef i Specialarbejderforbundet i Danmark fra 1982 til 1995 .
Han var ligeledes socialminister i Regeringen Anker Jørgensen V fra 30. december 1981 til 27. april 1982.
Bent Hansen er endvidere forfatter til bogen Velstand uden velfærd, der er en kritik af velfærdssystemets tendens til at reproducere de sociale mønstre. Det er f.eks. ikke arbejderbørnene, som bliver akademikere, men oftest børn af akademikere. På denne måde legitimerer velfærdsstaten klassesamfundets fortsatte beståen. Bogen betragtes i dag som en klassiker inden for dansk politisk sociologi.
Han er begravet på Bispebjerg Kirkegård.